# MechCommander
MechCommander — компьютерная тактическая игра, действие которой происходит во вселенной BattleTech, разработанная компанией FASA Interactive и изданная MicroProse в 1998 году. В 1999 году для игры вышло дополнение MechCommander: Desperate Measures.

## Игровой процесс
Игрок выступает в роли командира отряда пилотов боевых роботов — мехов, сражаясь на стороне Внутренней Сферы против Клана Дымчатого Ягуара. Действие игры разворачивается вокруг вторжения сил Внутренней Сферы на находящуюся во владении Клана Дымчатого Ягуара планету Порт Артур (англ. Port Arthur), начиная от первой высадки и заканчивая штурмом главной базы клана.
Игра имеет 30 миссий, объединённых в 5 кампаний. Каждой миссии предшествует подготовка, когда игрок получает задания и выбирает мехов, пилотов и вооружение. При этом существует лимит на число мехов для участия в миссии (максимально возможное число — 12, но в большинстве миссий оно ещё меньше) и их общий вес. Мехов и оружие можно покупать и продавать, однако вражескую технику и оборудование, часто имеющие гораздо лучшие характеристики, можно захватить только в качестве трофеев, успешно выполнив предыдущую миссию. Также перед миссией можно нанимать новых пилотов и отдавать ненужных, чинить мехов, менять их вооружение. Помимо мехов на одну миссию игрок может купить наземную технику, которая считается расходником и после использования в миссии считается утерянной. Техника имеет собственный вес и занимает ячейку для выгрузки на миссию. Сохранение в игре возможно только между миссиями.
Задачами миссий могут быть: уничтожение всех вражеских сил в районе, уничтожение или захват вражеских баз, зданий, конвоев, защита своих и др. В игре есть как обязательные задания, невыполнение которых приводит к провалу всей миссии, так и те, которые можно не выполнять, но за них даётся дополнительное вознаграждение. Некоторые задания имеют ограничения по времени.
Определённые здания на картах могут быть захвачены - это можно сделать только при отсутствии вражеских единиц возле объекта и выражается в получении игроком контроля над объектами - воротами в укреплённых стенах, защитными турелями, станциями ремонта мехов и складами. Последние часто бывают задачами дополнительных заданий, но их поиск и захват является прямым источником снабжения игрока. Также объектами для захвата могут быть конвойные грузовики или мобильные штабы противника.
У пилотов в игре есть 4 навыка, определяющих как они способны управлять мехом: точность стрельбы, маневрирование на поле боя, умение пользоваться радаром и прыжковыми двигателями. При успешном завершении миссии у пилотов, в ней участвовавших, улучшаются те из навыков, которые они применяли. В случае повреждения в бою кабины при катапультировании пилот может погибнуть. Также при получении нескольких прямых попаданий в кабину она разрушается и пилот погибает на месте.

## Дополнение
В 1999 году был выпущено дополнение MechCommander: Desperate Measures, действие которого происходит после освобождения Порт Артура, на планете Cermak, находящейся под контролем полковника Клана Маркуса Котаре (который до этого также упоминался в MechWarrior 2: Mercenaries). Игрок снова оказывается на стороне Внутренней Сферы. В дополнение были добавлены новые мехи и оружие, изменён дизайн зданий и некоторых других объектов.

## Мехи в игре[8]
Каждый мех оснащается сенсорным оборудованием (Basic Sensors для Внутренней Сферы, Standard Sensors для Кланов) для обнаружения мехов и боевых машин, что является как достоинством, так и недостатком: даже базовые мехи "видят" окружающую обстановку, но это работает в обе стороны, и патрули противника при обнаружении мехов игрока поспешат вступить в бой, если не будет других приоритетных команд. Ситуацию несколько спасают улучшенные сенсоры (Intermediate Sensors для Внутренней Сферы, Extended Sensors для Кланов), после установки которых радиус обнаружения увеличивается; сенсоры же мехов противника же остаются прежними. Не стоит забывать, что у противника та же могут быть мехи, которые в базовом варианте оснащены улучшенными сенсорами. В этой ситуации становится важным иметь в своей группе меха с системами РЭБ (ECM), которые резко снижают радиус обнаружения мехов противника после попадания в зону действия РЭБ. Ещё более продвинутая версия сенсорного оборудования (Advanced Censors) значительно расширяет радиус обнаружения. Это оборудование производится только во Внутренней Сфере. Также есть дополнительное оборудование в виде активного локатора (Active Probe), которое позволяет обнаруживать мехов даже в оключенном состоянии. Однако продвинутое сенсорное оборудование и активный локатор могут быть установлены только на специализированный мех радиоэлектронной разведки и подавления Внутренней Сферы "Ворон" (Raven) или на любой лёгкий мех Кланов. Расплатой за установку такого оборудования станет снижение боевой нагрузки. Улучшенные сенсоры (Extended Sensors) производства Кланов имеют большй радиус обнаружения, чем их внутреннесферский аналог, и лишь ненамного уступают продвинутым сенсорам Внутренней Сферы, что позволяет значительно улучшить обзорные возможности боевой группы игрока.
Мехи в игре имеют 3 варианта:
- A - стандартный вариант с усиленным бронированием;
- W - вариант со сниженным количеством брони, но усиленным вооружением;
- J - вариант со сниженным бронированием, за счёт сэкономленного веса установлены прыжковые ускорители, вооружение аналогично варианту A.

Переделать мех из одного варианта в другой невозможно, только изменить состав вооружения и оборудования, а также вес боеприпасов (снарядов и ракет).
Абсолютно все мехи встречаются в игре, их можно получить в магазине или получить на поле боя в виде трофея.
Во время боя мехи получают повреждения, что сказывается не только на бронировании, но и может привести к выходу из строя вооружения. При потере конечности всё вооружение, установленное в ней, считается уничтоженным.
Мехи противника также повреждаются, и от мастерства пилотов зачастую зависит "качество" трофеев. Потерянное вооружение своих и трофейных мехов при отсутствии замены не восстанавливается. Если в ходе боя мех получил критическое повреждение или был повреждён после катапультирования пилота, его реактор может взорваться, что сделает его восстановление или получение в качестве трофея невозможным.
| Название меха                                                                         | Класс             | Вес |
| ------------------------------------------------------------------------------------- | ----------------- | --- |
| Внутренняя Сфера                                                                      |                   |     |
| Commando                                                                              | Лёгкий            | 25  |
| Firestarter                                                                           | Лёгкий            | 30  |
| Stiletto*                                                                             | Лёгкий            | 35  |
| Raven                                                                                 | Лёгкий            | 35  |
| Hollander II                                                                          | Лёгкий            | 45  |
| Hunchback                                                                             | Средний           | 50  |
| Bushwacker*                                                                           | Средний           | 55  |
| Centurion                                                                             | Средний           | 55  |
| Catapult                                                                              | Тяжёлый/средний** | 65  |
| JagerMech                                                                             | Тяжёлый/средний** | 70  |
| Awesome                                                                               | Штурмовой         | 80  |
| Mauler*                                                                               | Штурмовой         | 90  |
| Atlas                                                                                 | Штурмовой         | 100 |
| Кланы (название, данное во Внутренней сфере, в скобках - собственное название Кланов) |                   |     |
| Uller (Kit Fox)                                                                       | Лёгкий            | 30  |
| Cougar                                                                                | Лёгкий            | 35  |
| Shadow Cat*                                                                           | Лёгкий            | 45  |
| Hunchback IIC                                                                         | Средний           | 50  |
| Vulture (Mad Dog)                                                                     | Средний           | 60  |
| Loki (Hellbringer)                                                                    | Тяжёлый           | 65  |
| Nova Cat*                                                                             | Тяжёлый           | 70  |
| Thor (Summoner)                                                                       | Тяжёлый           | 70  |
| Mad Cat (Timber Wolf)                                                                 | Тяжёлый           | 75  |
| Masakari (Warhawk)                                                                    | Штурмовой         | 85  |
| Turkina*                                                                              | Штурмовой         | 95  |

Примечание: * мехи, которые появились в дополнении
** варианты A и W классифицируются как тяжёлые, вариант J - как средний (из-за уровня защищённости).
В оригинальной игре Masakari - самый тяжёлый мех Кланов.

## Отзывы и награды
| Сводный рейтинг       | Сводный рейтинг |
| Агрегатор             | Оценка          |
| --------------------- | --------------- |
| GameRankings          | 79,50 %         |
| Иноязычные издания    |                 |
| Издание               | Оценка          |
| AllGame               | [ 1 ]           |
| CGM                   | [ 10 ]          |
| CGW                   | [ 4 ]           |
| Game Informer         | 8/10            |
| GameRevolution        | [ 12 ]          |
| GameSpot              | 7,3/10          |
| IGN                   | 7,8/10          |
| Next Generation       | [ 15 ]          |
| Русскоязычные издания |                 |
| Издание               | Оценка          |
| «Игромания»           | [ 16 ]          |

В 1999 году игра была номинирована на премию D.I.C.E. Awards в номинации «Стратегия года». В том же году игра заняла второе место в категории «Стратегия года в реальном времени» от издания Computer Games Magazine.